# James Gibbons (Erzbischof)

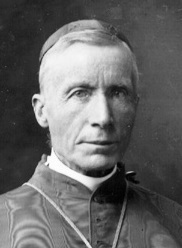
James Kardinal Gibbons (um 1900)

Kardinalswappen

James Kardinal Gibbons (* 23. Juli 1834 in Baltimore, Maryland, USA; † 24. März 1921 ebenda) war Erzbischof von Baltimore.

## Leben

### Frühe Jahre
James Gibbons war der Sohn eines irischen Einwanderers, er hatte noch zwei Brüder und drei Schwestern. Als sich die Gesundheit seines Vaters verschlechterte, kehrte die Familie nach Irland zurück. Als sein Vater während der Großen Hungersnot in Irland 1847 verstarb und die wirtschaftliche Situation der Familie nicht zum Besten stand, kehrte die Mutter mit den Kindern wieder in die USA zurück.
Fortan in New Orleans lebend, arbeitete Gibbons in verschiedenen Unternehmen zur wirtschaftlichen Unterstützung seiner Familie, so auch in einem Lebensmittelgeschäft, dessen Inhaber den intelligenten jungen Gibbons schätzte und ihn in seinen wirtschaftlichen Interessen und Fähigkeiten sehr unterstützte.

### Kirchliche Laufbahn

Begegnung von Kardinal Gibbons mit Präsident Theodore Roosevelt (vermutl. vor 1910)

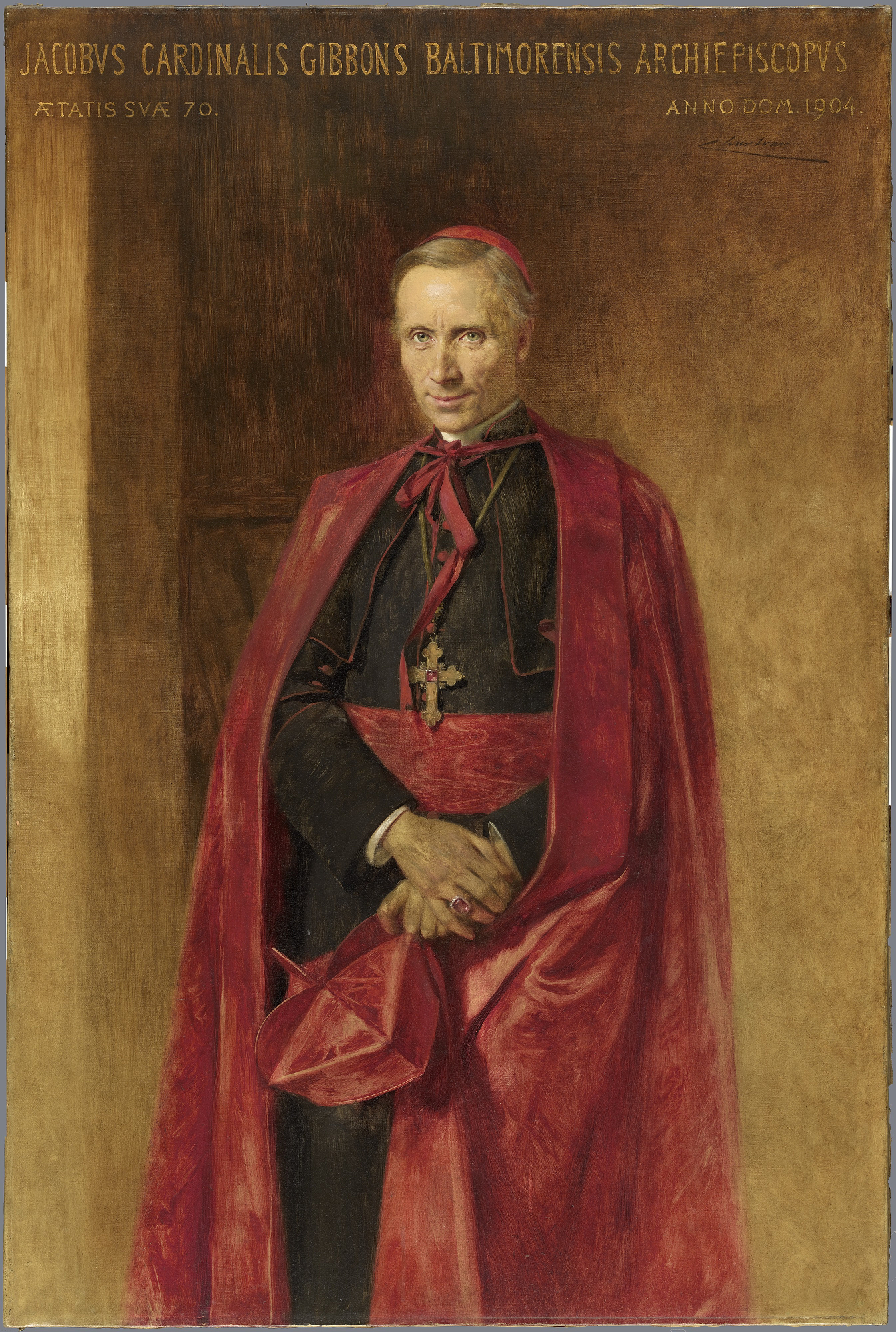
Kardinal James Gibbons (Gemälde von Théobald Chartran, 1905)

Im Frühjahr 1854 unternahmen die Redemptoristen in seiner Pfarrgemeinde eine Volksmission. Unter deren Eindruck entschloss sich Gibbons, Priester zu werden, wovon sein Arbeitgeber ihn mit Überredung und Gehaltszulagen abzubringen versuchte. Dessen ungeachtet begann er 1855 in Baltimore seine theologischen Studien und trat in das dortige Priesterseminar ein. Am 30. Juni 1861 empfing er das Sakrament der Priesterweihe und begann eine seelsorgliche Tätigkeit in Baltimore, das seinerzeit vom Bürgerkrieg gezeichnet war.
Schon bald erfuhr der Erzbischof von seinen hervorragenden Predigten und großen Fähigkeiten. Er berief ihn in die Diözesanverwaltung und ernannte ihn zu seinem Rat. Am 3. März 1868 wurde Gibbons zum Apostolischen Vikar von North Carolina und zum Titularbischof von Adramyttium ernannt. Das Apostolische Vikariat zählte damals lediglich 700 Katholiken auf 50.000 km². Die Bischofsweihe empfing James Gibbons am 16. August 1868 durch den Erzbischof von Baltimore, Martin John Spalding. Mitkonsekratoren waren der Bischof von Charleston, Patrick Neeson Lynch, und der Bischof von Pittsburgh, Michael Domenec.
Nachdem er 1869 als zweitjüngster Bischof am Ersten Vatikanischen Konzil teilgenommen hatte – begleitet und beraten von Isaac Hecker –, wurde er am 30. Juli 1872 zum Bischof von Richmond ernannt, wo er am 20. Oktober 1872 inthronisiert wurde. Am 20. Mai 1877 erreichte ihn die Ernennung zum Koadjutorerzbischof von Baltimore und Titularerzbischof von Ionopolis. Als Bischof von Richmond entpflichtet, begab er sich nach Baltimore, wo er am 3. Oktober 1877 die Nachfolge des Erzbischofs antrat.
Am 7. Juni 1886 nahm ihn Papst Leo XIII. als Kardinalpriester mit der Titelkirche Santa Maria in Trastevere in das Kardinalskollegium auf. Er nahm an den Konklaven von 1903 und von 1914 teil. Als dienstältester Kardinalpriester war er ab 1920 Kardinalprotopriester.

### Tod
James Gibbons starb am 24. März 1921 an Altersschwäche, nachdem er tags zuvor ins Koma gefallen war. Er wurde in der Krypta der Kathedrale von Baltimore beigesetzt, sein Grabmal befindet sich gegenüber dem von John Carroll, dem ersten Bischof und Erzbischof von Baltimore und ersten römisch-katholischen Bischof in den Vereinigten Staaten überhaupt. Er war der letzte noch lebende Konzilsvater des Ersten Vatikanischen Konzils.

## Wirkung
Gibbons, der stets ein begeisterter Amerikaner war, arbeitete erfolgreich für die Integration der katholischen Kirche in der amerikanischen Gesellschaft, sorgte sich aber auch um die Einwanderer und die Priesterausbildung. Er war von Katholiken und Protestanten gleichermaßen hoch geachtet.